# 瑟尼克
瑟尼克（法語：Senuc，法語發音：[sənyk]）是法国阿登省的一个市镇，属于武济耶区。

## 地理
瑟尼克（49°18'45"N, 4°50'19"E）面积13.58 平方千米，位于法国大東部大區阿登省，该省份为法国北部内陆省份，西接埃纳省，南至马恩省，东临默兹省，北与比利时接壤。
与瑟尼克接壤的市镇（或旧市镇、城区）包括：舍维耶尔、科尔奈、格朗当、朗松、马尔克、蒙舍坦、穆龙、沃莱穆龙、格朗普雷。

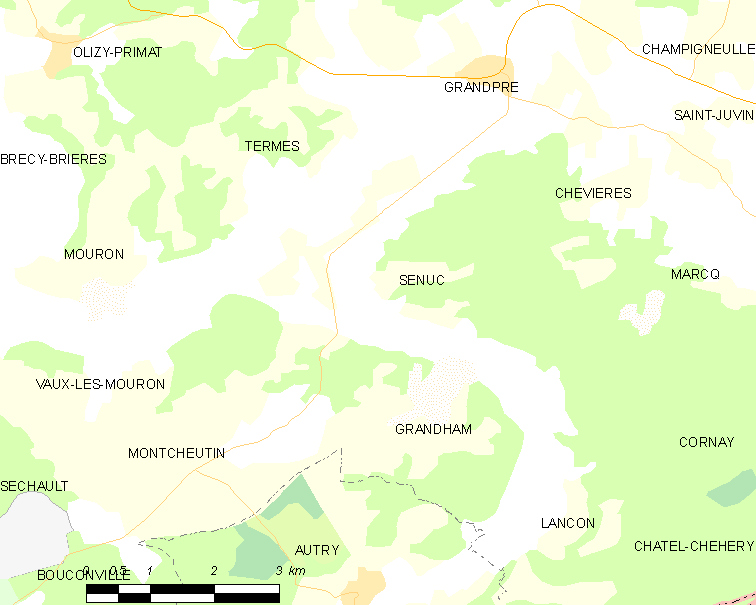
瑟尼克的OSM定位图

瑟尼克的时区为UTC+01:00、UTC+02:00（夏令时）。

## 行政
瑟尼克的邮政编码为08250，INSEE市镇编码为08412。

## 政治
瑟尼克所属的省级选区为阿蒂尼县。

## 人口

1962-2008年间瑟尼克人口变化图示

瑟尼克于2022年1月1日时的人口数量为152人。